# 先行者
先行者最早由位于中國湖南省长沙市的國防科學技術大學開發，設計靈感來自於1985年日本茨城縣筑波的萬國博覽會所展示之美日兩國機器人，最後於2000年11月29日推出的兩足步行原始人形機器人。 

## 历史
之後日本惡搞網站侍魂利用上述新聞而創作的二次創作，全名為中華王·先行者，在（帶有些嘲諷惡意的）驚呼中國的科技站起來的同時，也猜測各部性能不明的諸元件功能，而最誇張的是股間的腿部轉軸因攝影角度問題被惡搞成是解放軍集五千年技術力開發出的超兵器中華大加農炮。
於是先行者有一陣子成為日本網路上的熱門同人偶像，在日本yahoo的首頁分類裡還能看到先行者，各種關於解放軍跟先行者的創作也絡繹不絕，最有名的包括了先行者的flash動畫遊戲，在遊戲中先行者使用鑽子、手刀、嘴砲，還有最引人注意的中華大加農對抗本田的兩足步行機器人ASIMO跟索尼的AIBO。
在部分台灣的論壇裡先行者已經是解放軍超兵器的代名詞。

## 性能
- 身高：140公分
- 體重：20公斤
- 步速：每秒兩步

## 外部連結
- 先行者的資料介紹